# Alar Kotli
Alar Kotli   (Väike-Maarja, 4 d'agost de 1904 (Julià) - Tallinn, 4 d'octubre de 1963) va ser un arquitecte estonià.

## Biografia
Kotli va néixer a Väike-Maarja, fill de Johan Kotli, sacerdot. Va rebre la seva educació primària a casa, i després va anar a Rakvere High School per a l'educació secundària.
Va estudiar escultura a l'escola d'art Pallas de Tartu entre 1922 i 1923 i matemàtiques a la Universitat de Tartu. Es va graduar a la Universitat de Tecnologia de Gdańsk (aleshores Ciutat Lliure de Danzig) el 1927 com a arquitecte.
Entre els arquitectes estonians més famosos i influents, Kotli ha creat diverses fites importants a Tallinn, com ara el recinte del Festival de la Cançó d'Estònia (1957–1960, amb Henno Sepmann i E. Paalmann), l'edifici principal de la Universitat de Tallinn (1938–1940, amb Erika Nõva), l'edifici del Fons d'Art (1949–1953) i l'edifici administratiu del parc Kadriorg (actualment la residència del president de la República d'Estònia amb Ovarchile en conjunt). Siinmaa (1937–1938). Kotli també ha creat molts projectes experimentals d'edificis d'apartaments, que es van utilitzar àmpliament després de la Segona Guerra Mundial quan hi havia una gran necessitat de nous habitatges. Els edificis més petits (per a dues famílies) es van utilitzar a la dècada del 1950 com a premi de loteria.
L'estil de Kotli ha anat variant al llarg dels anys. Ha dissenyat molts edificis funcionals a la dècada del 1930, per exemple: escoles a Rakvere (1935-1938) i Tapa (1936-1939). El Palau Presidencial, que també data de la dècada del 1930, es pot catalogar com a historicisme, mentre que el seu estil dels anys 50 i 60 és similar al brutalisme.

## Carrera
- 1930–1935 : Ministeri d'Educació i Afers Socials
- 1935–1937 : Ministeri de Carreteres
- 1937–1940 : Empresa estatal de construcció "Ehitaja"
- 1939–1940: Membre de la Comissió d'Arts establerta al Ministeri d'Educació
- 1940–1941 : Subdirector del Centre de Disseny del Consell d'Indústria Lleugera d'Estònia
- 1941–1944 : Cap de Departament de l'Administració de la Construcció de la Direcció Tècnica
- 1944–1958 : Arquitecte del Projecte Estonià (arquitecte en cap des de 1955 )
- 1958–1961 : Cap del Sector de Construcció i Arquitectura de l'Institut de Construcció i Materials de Construcció.

Alar Kotli també va treballar com a professor:
- Des de 1938 a l'Escola Estatal d'Arts i Oficis
- 1940–1941 a la Jaan Koort State School of Applied Arts
- des de 1946 (amb pauses) a l'Acadèmia de les Arts d'Estònia (des de 1958 professor associat, des de 1961 candidat a professor; de 1961 a 1963 cap del Departament d'Arquitectura)
- 1948–1952 a l'Institut Pedagògic de Tallinn

## Principals obres i edificis

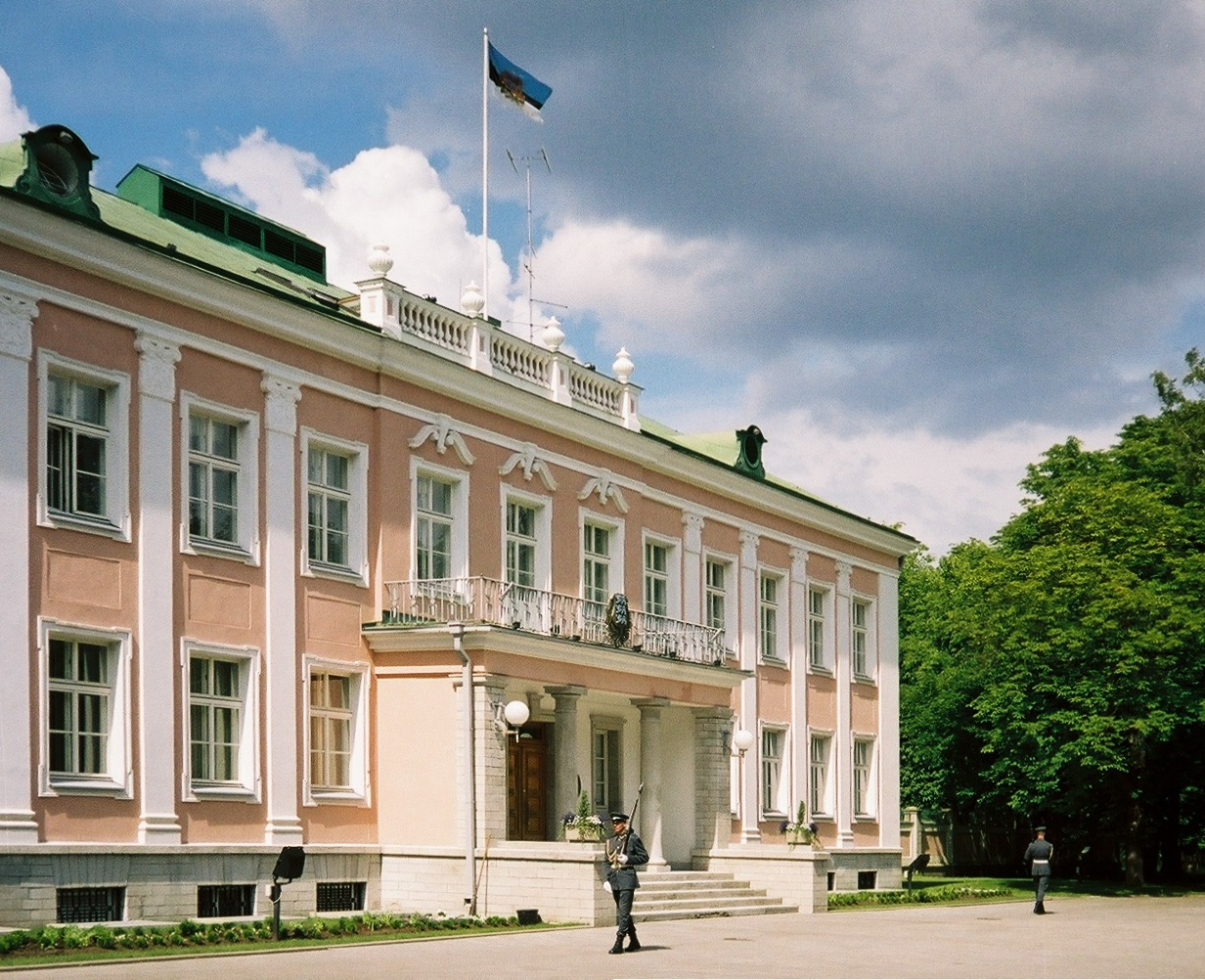
Edifici Administratiu Kadriorg

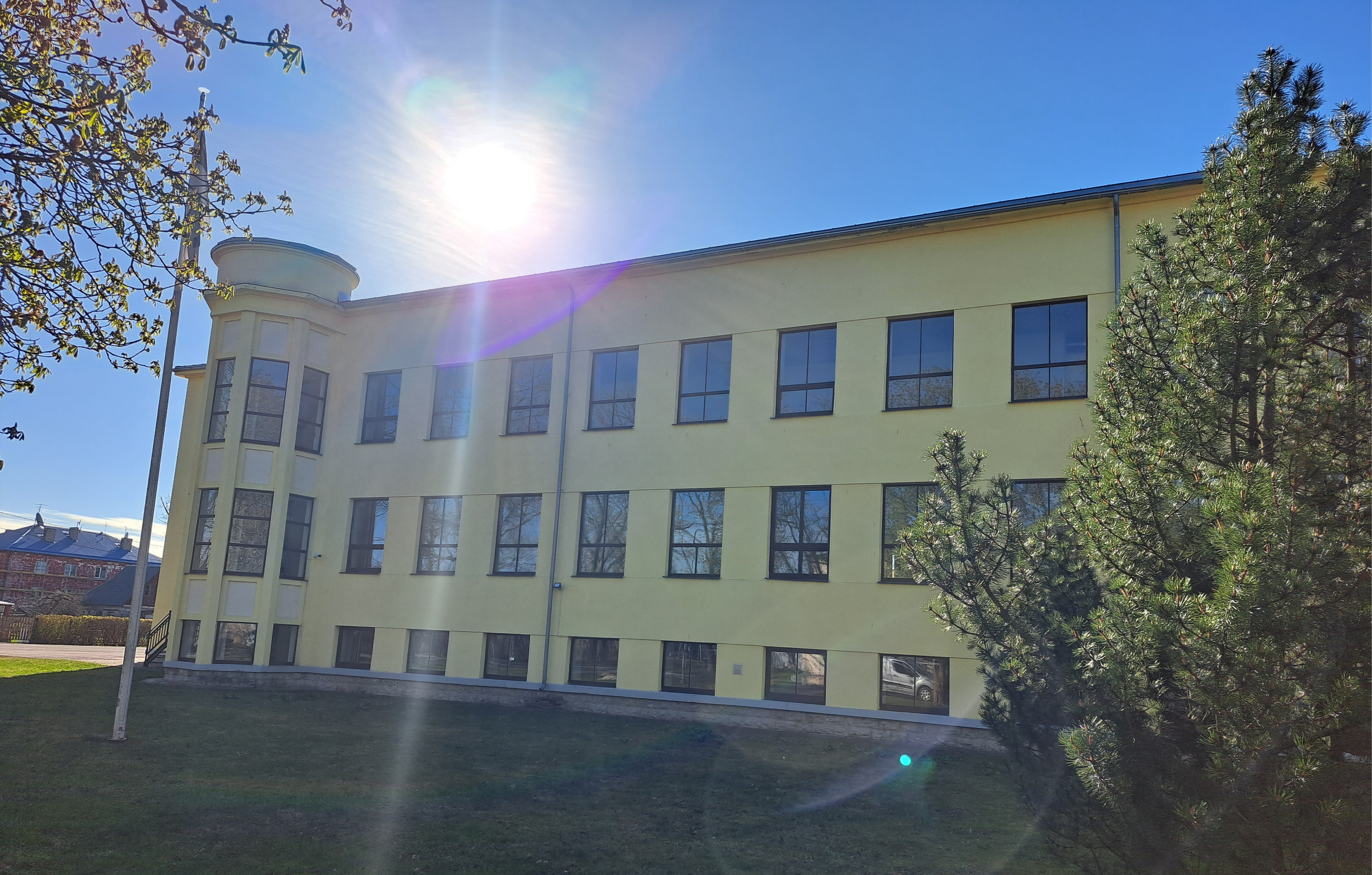
Edifici Tapa Gymnasium Nooruse tn 2

- Església de Maria Magdalena de Mõisaküla (1933), cremada el 1983 i restaurada.
- Casa privada d'A. Kotli a Väike-Maarja (acabada el 1933)
- Gimnàs Rakvere (1935)
- Rakvere Església de Sant Pau (1935)
- Addicions i reconstruccions del castell de Toompea (1935–1936)
- Tapa Gymnasium (1936) Alar Kotli va dissenyar l'edifici del Tapa Gymnasium l'any 1936 a Nooruse 2, que es va convertir en l'edifici de l'escola secundària Tapa II el 1964. L'addició a l'antic edifici del Tapa Gymnasium es va completar l'any 1984. En relació amb la reforma educativa a Tapa, el nou edifici històric de Tapa es va traslladar al municipi rural de Tapa l'1 de setembre de 2024.
- Edifici administratiu Kadriorg (1938)
- L'edifici de la Lliga de Defensa a Tartu (1938)
- Edifici bancari a Pärnu (1939)
- Un nou edifici sanatori d'estil funcional construït a prop de la mansió Taagepera Manor (finals dels anys trenta)
- Tallinn English College , ara l'edifici Terra de la Universitat de Tallinn (1939), en col·laboració amb Erika Nõva
- Restauració del Teatre d'Estònia (1945–1950), en col·laboració amb Edgar Johan Kuusik
- Recinte del Festival de la Cançó de Tallinn (1958)

## Galeria

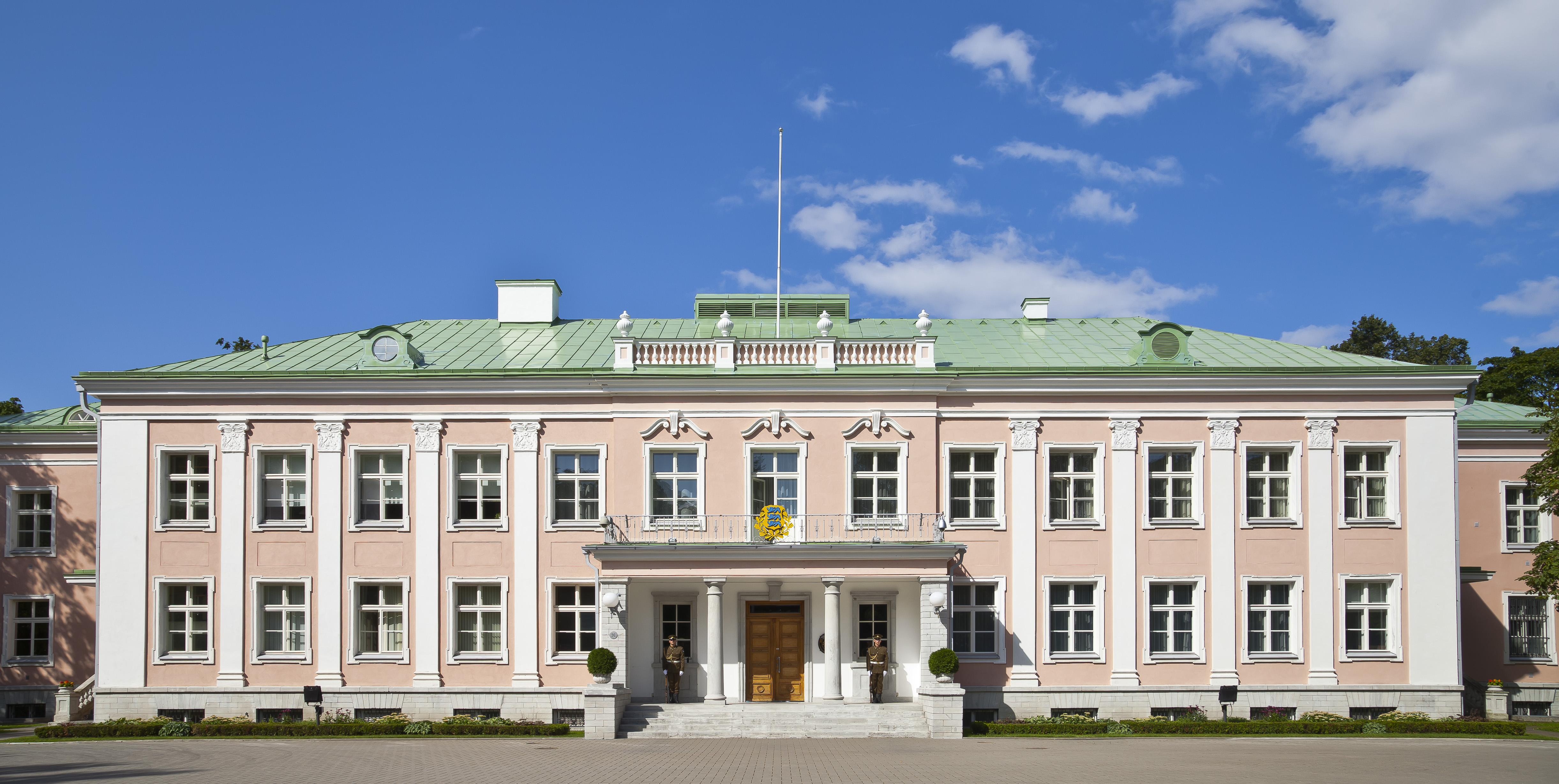
L'edifici administratiu del parc Kadriorg, construït el 1938, s'utilitza ara com a residència del president de la República d'Estònia.
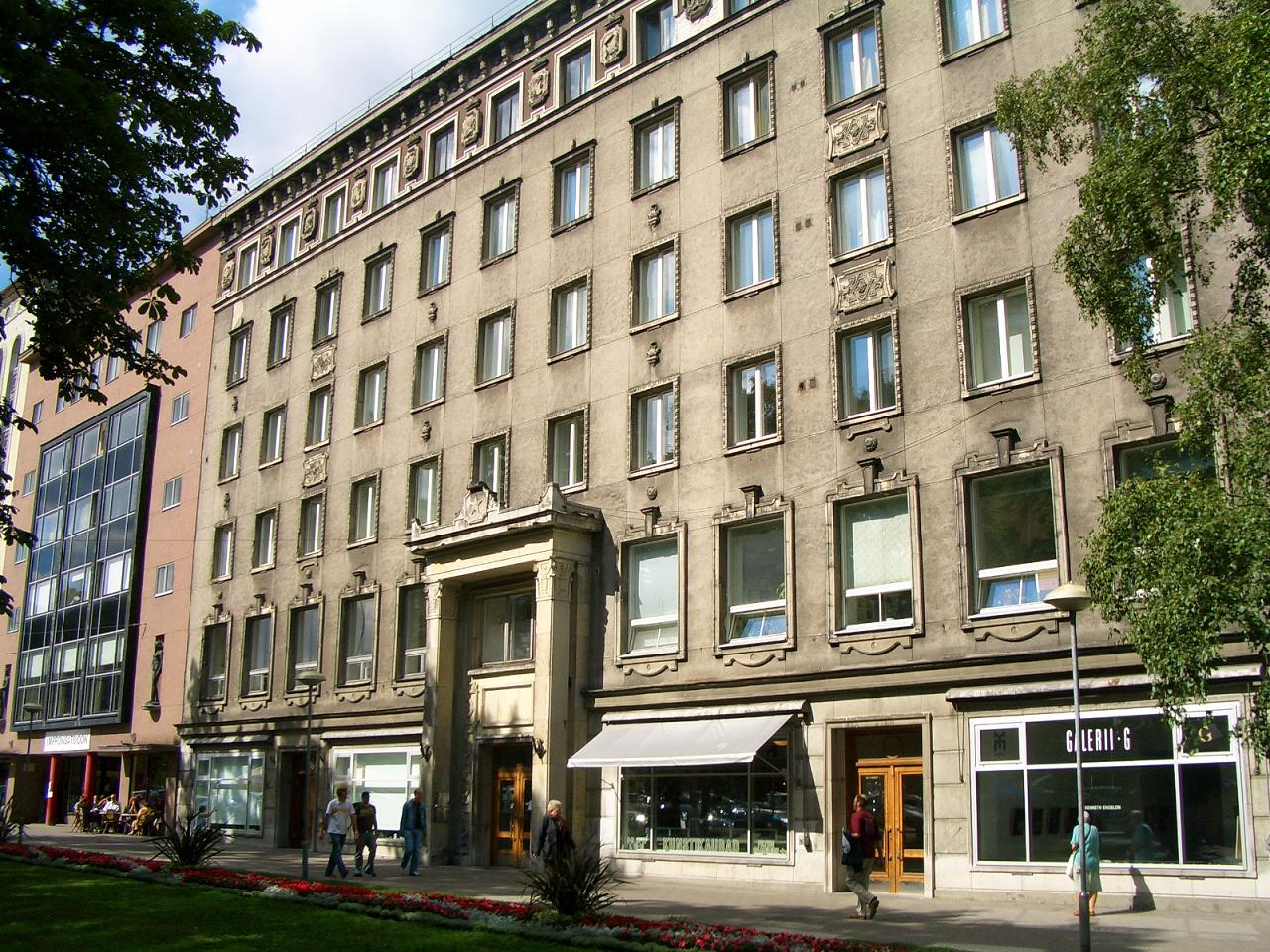
Edifici Art Fund (1949-1953) a la plaça de la Llibertat de Tallinn. Sota la pressió de la sovietització, es van afegir molts detalls d'estil soviètic a aquest edifici.
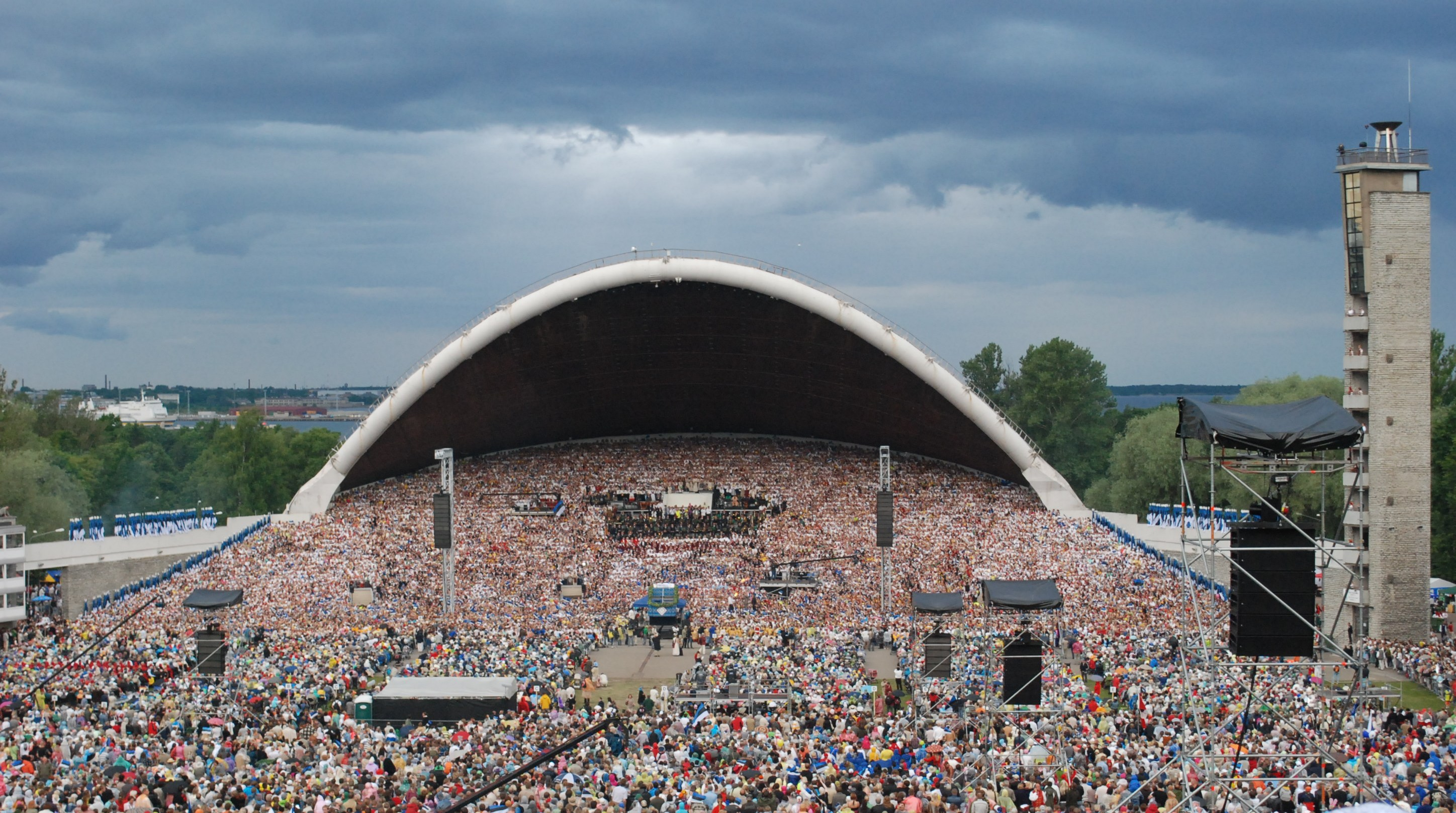
Recinte del Festival de la Cançó de Tallinn
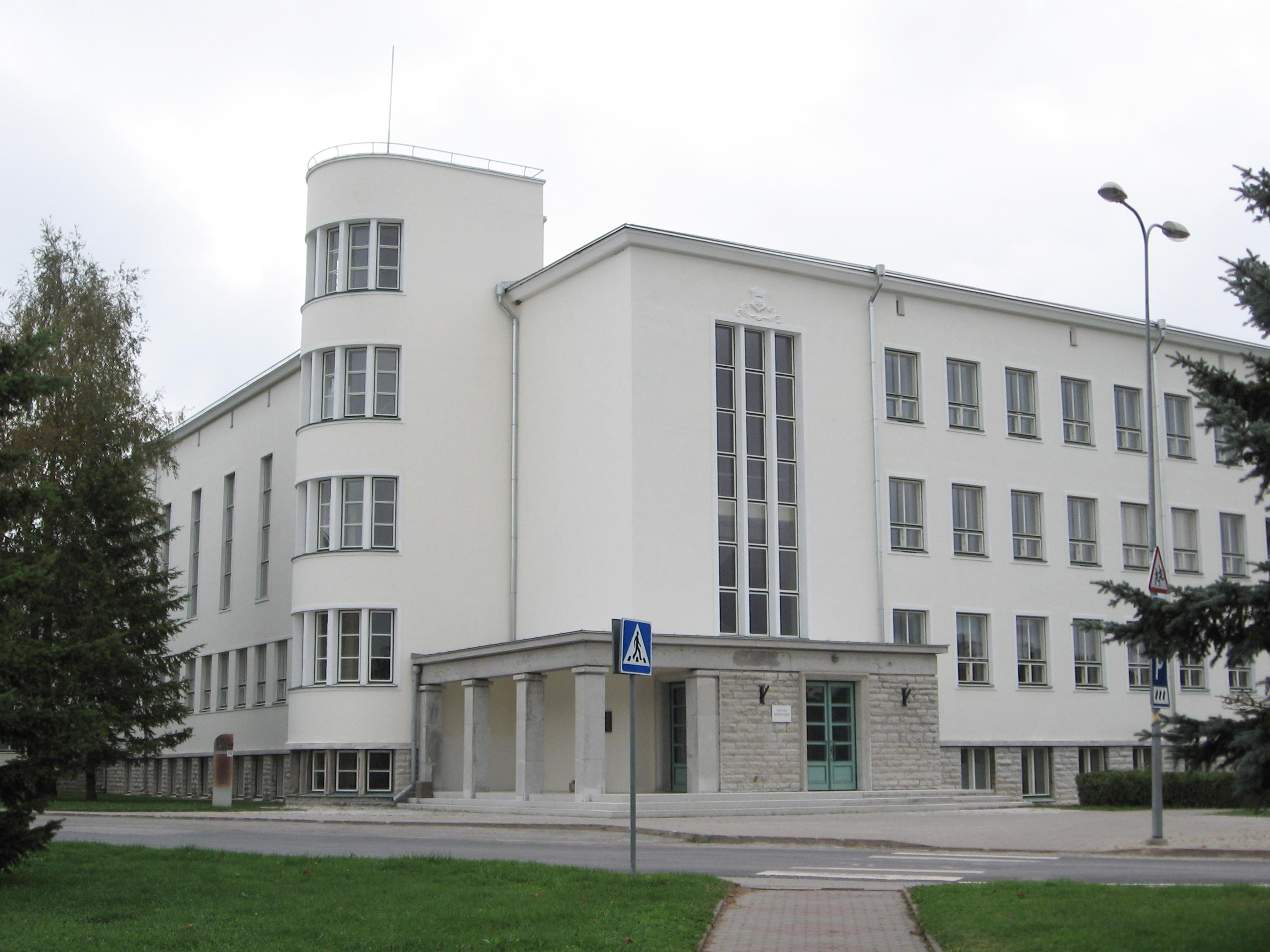
Escola secundària a Rakvere.